# Phillipsville (Kalifornia)
Phillipsville statisztikai település az USA Kalifornia államában, Humboldt megyében. Lakosainak száma 124 fő (2020. április 1.). 
A település népességének változása:

| 2010 | 140 |
| 2020 | 124 |